# W trąby dąć. Nagrania archiwalne z lat 1970–1973
W trąby dąć. Nagrania archiwalne z lat 1970–1973 – album kompilacyjny zespołu rockowego 74 Grupa Biednych, zawierający kompletny zbiór nagrań radiowych z lat 1970–1973 (10 utworów), zarejestrowanych pod później używanymi nazwami Sygnały 74 i Grupa 74. 
Płyta ukazała się 10 grudnia 2022 roku nakładem wydawnictwa Kameleon Records. Wkładka zawiera wnikliwie opracowaną historię zespołu autorstwa Sławomira Nowaka, który w dużej mierze również przyczynił się do powstania i wydania tego albumu.

## Lista utworów[3][4]
1. „W trąby dąć” (muz. Jerzy Izdebski – sł. Jerzy Izdebski) – 4:36
2. „Mam jedno słońce” (muz. Jerzy Izdebski – sł. Jerzy Izdebski) – 2:56
3. „Kto wie, co przyniesie nam lato” (muz. Jerzy Izdebski – sł. Jerzy Izdebski) – 3:29
4. „Sunny” (muz. Bobby Hebb – sł. pol. Ziuta Szawurska, Jerzy Izdebski) – 2:54
5. „Uzupełnienia (Bądź moim słońcem)” (muz. Jerzy Izdebski – sł. Bogdan Winiarczyk) – 5:23
6. „Każda rzecz” (muz. Jerzy Izdebski – opr. tekstu biblijnego Bogdan Winiarczyk) – 3:34
7. „Kto wie, co przyniesie nam lato (wersja 2)” (muz. Jerzy Izdebski – sł. Jerzy Izdebski) – 5:39
8. „Temat opracowany jazzowo 1” (muz. Zdzisław Pawiłojć, opr. zespół) – 6:33
9. „Temat opracowany jazzowo 2” (muz. Zdzisław Pawiłojć, opr. zespół) – 10:21
10. „Temat opracowany jazzowo na motywach wschodnich” (muz. Zdzisław Pawiłojć, opr. zespół) – 11:08

- Sygnały 74: Nagrania 1-4 (Polskie Radio Koszalin – 1970), nagrania 5-7 (Studio PR w Warszawie – 1972)
- Grupa 74: Nagrania 8-10 (Polskie Radio Koszalin – 1973)

## Twórcy[3][4]
- Jerzy Izdebski – gitara, śpiew (1, 3, 5-7)
- Mieczysław Żukowski – śpiew (2, 3, 4, 5)
- Andrzej Machutta – instrumenty klawiszowe
- Kazimierz Panasiak – gitara basowa (1-7)
- Henryk Tomala – perkusja
- Andrzej Diering – trąbka (8-10)
- Zdzisław Pawiłojć – bas (8-10)
- Barbara Fijałkowska (3), Grażyna Walczak (4), Mariola Młyńska (4), Teresa Świecka (4) – wokal wspierający

## Opracowanie[3]
- Redakcja, opracowanie graficzne, mastering – Paweł Nawara
- Koordynacja projektu – Marek Trepko
- Projekt graficzny okładki – Artur Wieicki
- Kolorowanie i obróbka zdjęć – Katarzyna Jasińska
- Zdjęcia – archiwa członków zespołu